# Cenred (Mercia)

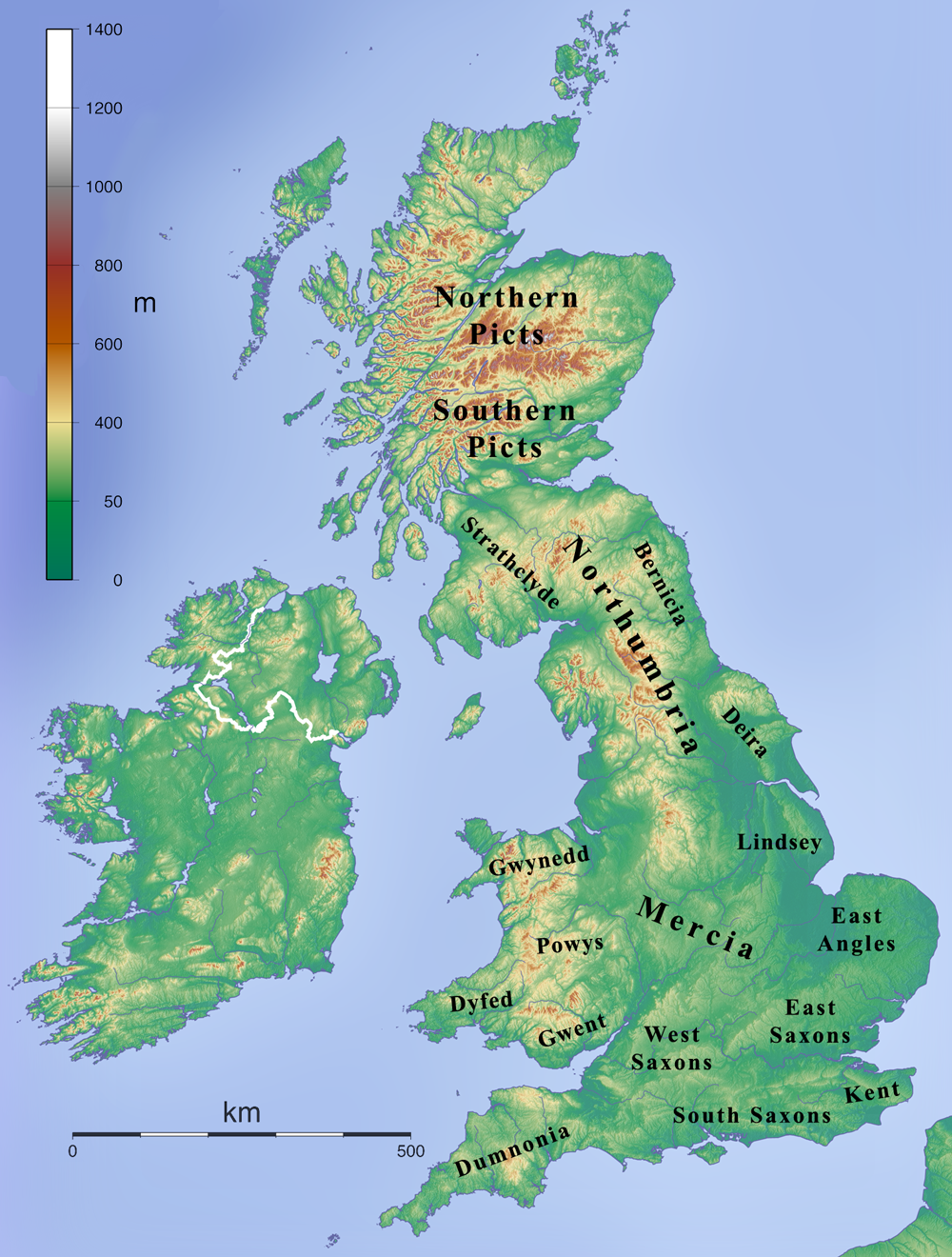
Britannien im 7. Jahrhundert

Cenred (auch: Coenred, Coinred, Kenred) war in den Jahren 704–709 König des angelsächsischen Reiches Mercia.
Cenred war ein Sohn des Königs Wulfhere, bei dessen Tod im Jahre 675 aber offenbar noch zu jung für eine Nachfolge, sodass zunächst Wulfheres Bruder Æthelred König wurde. Für das Jahr 702 verzeichnet die Angelsächsische Chronik, dass Cenred „König der Southumbrier“ geworden sei, ohne dass die genaue Bedeutung des Titels klar wird, jedoch auf ein Unterkönigtum Cenreds hinweist. 704 folgte Cenred als König auf seinen Onkel Æthelred, der sich in die Bardney Abbey zurückzog. Um 707 musste Cenred Angriffe der walisischen Nachbarn abwehren. Im Jahre 709 trat Cenred, wie fünf Jahre vor ihm Æthelred, als König zurück und begab sich auf eine Pilgerreise nach Rom, wobei er unter anderem von König Offa von Essex und Bischof Ecgwine von Worcester begleitet wurde. In Rom machte ihn dann Papst Konstantin I. zum Mönch, während in Mercia Æthelreds Sohn Ceolred die Nachfolge antrat. Über Cenreds weiteres Leben als Mönch ist wenig bekannt, auch sein Todesjahr ist unsicher.

### Sekundärliteratur
- Steven Basset (Hrsg.): The Origins of Anglo-Saxon Kingdoms, Leicester University Press, Leicester 1989, ISBN 0-7185-1317-7.
- James Campbell et al. (Hrsg.): The Anglo-Saxons, Phaidon, London 1982, ISBN 0-7148-2149-7.
- David P. Kirby: The Earliest English Kings. Unwin Hyman, London u. a. 1991, ISBN 0-04-445691-3.
- Frank M. Stenton: Anglo-Saxon England, 3. Aufl., Oxford University Press, Oxford 1971, ISBN 0-19-280139-2.
- Barbara Yorke: Kings and Kingdoms of Early Anglo-Saxon England. Routledge, London-New York 2002, ISBN 978-0-415-16639-3. PDF (6,2 MB)

| Vorgänger | Amt                       | Nachfolger |
| --------- | ------------------------- | ---------- |
| Æthelred  | König von Mercien 704–709 | Ceolred    |

| Personendaten    | Personendaten            |
| ---------------- | ------------------------ |
| NAME             | Cenred                   |
| ALTERNATIVNAMEN  | Coenred; Coinred; Kenred |
| KURZBESCHREIBUNG | König von Mercia         |
| GEBURTSDATUM     | 7. Jahrhundert           |
| STERBEDATUM      | 8. Jahrhundert           |